# Norgesmøllene
Norgesmøllene AS er en norsk producent af mel og gryn med hovedkvarter i Bergen. Virksomhedens første produkter blev fremstillet i 1866, igennem en forpagtningskontrakt for en mølle i Ila mellem handelsagent Johannes Christian Piene og Trondhjem kommune.
Aktieselskabet Norgesmøllene blev oprettet i 1995 ved en fusion imellem tre møller. I 2003 købte Felleskjøpet Øst Vest (nu Felleskjøpet Agri) Norgesmøllene, og solgte i 2005 nogle af aktierne til Stiftelsen Fritt Ord. Norgesmøllene AS er en del af Cernova-koncernen.